# Megamelus paludicola
Megamelus paludicola är en insektsart som beskrevs av Lindberg 1937. Megamelus paludicola ingår i släktet Megamelus och familjen sporrstritar. Utöver nominatformen finns också underarten M. p. pilosa.